# Luc Wallyn
Luc Carlos Richard Wallyn (Gent, 12 juli 1938) is een Belgisch voormalig topambtenaar, partijbestuurder en politicus. Hij was adjunct-partijsecretaris van de BSP en de SP en geraakte bekend vanwege zijn betrokkenheid in het Agustaschandaal.

## Levensloop
Luc Wallyn studeerde rechten aan de Rijksuniversiteit Gent en promoveerde aan de Vrije Universiteit Brussel. Hij begon zijn carrière als bestuurssecretaris van Refribel, de Belgische Rijkskoel- en Vriesdiensten. Eind jaren 1960 ging hij bij de Europese Gemeenschap voor Kolen en Staal (EGKS) aan de slag, waarna hij bij de Europese Gemeenschap (EG) terechtkwam. Op de hoofdadministratie van de EG was hij betrokken met de akkoorden over de sluiting en reconversie van de Limburgse steenkoolmijnen. Hij werkt jarenlang nauw samen met Karel Van Miert (BSP) op het kabinet van commissaris Henri Simonet (PS). In 1980 detacheerde de Europese Commissie hem naar de SP, waar hij adjunct-partijsecretaris werd. Tot het faillissement in 1986 zetelde hij namens de SP ook in de raad van bestuur van de krant De Morgen. Dat jaar keerde hij terug naar de EG, waar hij zijn carrière in 1998 als diensthoofd van het directoraat-generaal Werkgelegenheid, Industriële Betrekkingen en Sociaal Beleid beëindigde. Hij zetelde tevens in de gemeenteraad van Roosdaal.
Hij geraakte bekend vanwege zijn betrokkenheid bij het Agustaschandaal. De Italiaanse helikopterbouwer Agusta betaalde smeergeld aan de SP en de PS en leverde in ruil helikopters aan het Belgisch leger. Wallyn trad op als een van de tussenpersoon en incasseerde smeergeld op zijn rekening in Zwitserland. Begin jaren 1990 renoveerde hij in het Zuid-Franse Condorcet een landhuis. Ongeveer 15 miljoen frank daarvan was van de Agusta-Dassault-gelden afkomstig. Hij werd in februari 1995 aangehouden en in 1998 veroordeeld.
Wallyn is de vader van scenarist, regisseur en acteur Willem Wallyn. In 1999 bracht zijn zoon Film 1 uit, een film over het Agustaschandaal.